# Буравчиков Олексій Юрійович
Олексі́й Ю́рійович Бура́вчиков (25 травня 1975 — 29 серпня 2014) — старший сержант резерву Міністерства внутрішніх справ України.

## Життєвий шлях
Народився 1975 року в місті Чернівці. Батьки ростили сина Олексія та доньку Ольгу. Закінчив чернівецьку ЗОШ № 1, фінансовий коледж, економіст-фінансист. 1986 року батьки отримали квартиру і переїхали разом з донькою до іншого мікрорайону Чернівців. Олексій вирішив залишитися з бабусею та дідусем по материній лінії та дбати про них. Пройшов строкову службу в ЗСУ, у Яворові, зв'язківець. Після демобілізації працював в різних підприємствах, переважно економічного напрямку, у податковій інспекції. 1999 року очолив фірму «Агрополіс», працював на фабриці «Візерунок». 2008 року провів в останню дорогу дідуся і бабусю.
Після початку Російсько-української війни зголосився добровольцем, з літа 2014-го — командир міномета, 2-й батальйон спеціального призначення НГУ «Донбас», псевдо — «Ведмідь». Батькам не повідомляв про своє перебування на фронті до останнього.
29 серпня 2014-го загинув під час виходу батальйону «Донбас» «зеленим коридором» між селами Многопілля та Червоносільске. Побратими повідомили, що Олексій помер від больового шоку — були поламані кістки ребер, які, своєю чергою, пошкодили внутрішні органи. Олексій пересувався з іншими вояками у військовому автомобілі, в нього поцілив снаряд. Автівка заглухла, водій зумів її завести, хлопці застрибували на ходу. Олексій біг із кулеметом, його підібрали десантники. Під час обстрілу з «Градів» вибуховою хвилею Олексія викинуло з машини.
3 вересня тіло Олексія привезено разом із тілами 96 інших загиблих привезено до дніпропетровського моргу.
16 жовтня 2014 року тимчасово похований на Краснопільському цвинтарі Дніпропетровська як невпізнаний захисник України. Опізнаний за тестами ДНК, перепохований 21 лютого 2015 року в Чернівцях у закритій труні, Центральний цвинтар, Алея Слави.
Без Олексія лишилися мама Валентина Василівна, батько, дружина.

## Нагороди та вшанування
За особисту мужність і героїзм, виявлені у захисті державного суверенітету та територіальної цілісності України, вірність військовій присязі під час Російсько-української війни, відзначений — нагороджений
- орденом «За мужність» III ступеня (посмертно)
- медаллю «На славу Чернівців» (посмертно)
- Іловайський Хрест (посмертно)
- Його портрет розміщений на меморіалі «Стіна пам'яті полеглих за Україну» у Києві: секція 3, ряд 7, місце 20
- Вшановується 29 серпня на щоденному ранковому церемоніалі вшанування українських захисників, які загинули цього дня у різні роки внаслідок російської збройної агресії[1]